# Crtani romani (strip edicija)
Crtani romani je strip edicija u izdanju Foruma iz Novog Sada. Izlazila je u SFR Jugoslaviji u periodu 1963-1974. Izašlo je ukupno 365 sveski. Format je bio 145x205 mm. Sveska je na početku imala 48 strana, da bi se u #126 podigla na 64 stranice. Bila je to prva edicija u potpunosti posvećena stripu koja je izlazila regularno, svake sedmice.

## Dinamika izlaženja
U početku je sveska izlazila dva puta mesečno, pa potom tri puta da bi od 1972. godine (#273) počela da izlazi četiri sveske mesečno. (U nekim mesecima izašlo bi čak pet svezaka mesečno.) Broj mesečnih izdanja je počeo da se smanjuje tokom 1974. da bi se edicija ugasila u decembru 1974. godine (#365).

## Cena sveske
Sveska #1 je koštala tadašnjih 100 („starih“) dinara. Poslednji broj #365 koštao je 4 nova dinara. (Prelazak na „nove dinare“ izvršena je u Jugoslaviji 1. avgusta 1965. godine. Radilo se zapravo o denominaciji valute putem brisanja dve nule. Tako je 100 starih dinara postalo 1 novi dinar.
Nakon prve denominacije 1965. godine, sve do 1990. godine, u običnoj komunikaciji korišćen je naziv „stari dinar”, u kome su se izražavale cene u „novim dinarima”. Obe nominacije su dugo ostale i na naslovnoj strani Crtani romani na kojima se cena izražavala paralelno u novim i starim dinarima počev od #77.

## Inspiracija
Crtani Romani su bili "Forumov" reprint serije Cowboy Picture Library engleskog izdavača Fleetway publications.

## Žanr stripova
Najveći broj stripova koji su se pojavili u ovoj ediciji bili su nepoznati vestern junaci.

## Imena autora
Tadašnji običaj engleskih stripova je bio da ne navode imena autora. Ovo je preneto i u Crtane romane (a kasnije i u ZS i LMS), tako da se ni dan danas ne znaju autori pojedinih stripova (npr. Divlji vetar, Bitka za ranč, Sunčani ranč, Put u senku...).

## Naslovne strane i prevod stripova
Redakcija Crtanih romana se ponašala shodno tadašnjem vremenu i mogućnostima. Dizajn izdanja je bio replika engleskih sveski, ali zbog tehničkih (ne)mogućnosti (prenošenje ful kolora sa slajdova), originalne kolor ilustracije su zamenjene litografski bojenim scenama iz sadržaja sveske. Prevodi su često bili na visokom nivou, daleko bolji od današnjih amaterskih prevoda, i redak je bio slučaj da se mogao uočiti cajtnot ili improvizacija.

## Reprize
Raniji brojevi doštampavani su više puta te postoje uočljive razlike u izgledu naslovnica, a i u ceni istog broja.
1. ↑  Spisak se može naći na: http://skab612.com/index.php?site=bsp_popisi&oznaka=CRR&stranica=1
2. ↑  http://skab612.com/index.php?site=bsp_popisi&oznaka=CRR&stranica=1
3. ↑  http://dusanic.rs/prilog%201%20-%20verovali%20ili%20ne.pdf
4. ↑  https://www.stripovi.com/enciklopedija/izdavaci-edicije/crtani-romani/219/